# Алі II аль-Мансур
Алі II аль-Мансур (араб. المنصور علي بن عبد الله; 1812—1871) — імам Ємену, син імама Абдалли аль-Магді. Чотири рази проголошував свій імамат.